# Автошлях E67
Європейський маршрут Е67 — європейський автомобільний маршрут категорії А в Північній та Східній Європі, що з'єднує Гельсінкі (Фінляндія) та Прагу (Чехія). Довжина маршруту — 1 673 км.
На ділянці довжиною 970 км між Таллінном і Варшавою маршрут відомий як Віа-Балтика (англ. Via Baltica). Це важливе автомобільне сполучення між балтійськими країнами. На відрізку між Гельсінкі та Таллінном — поромна переправа.

## Міста, через які проходить маршрут

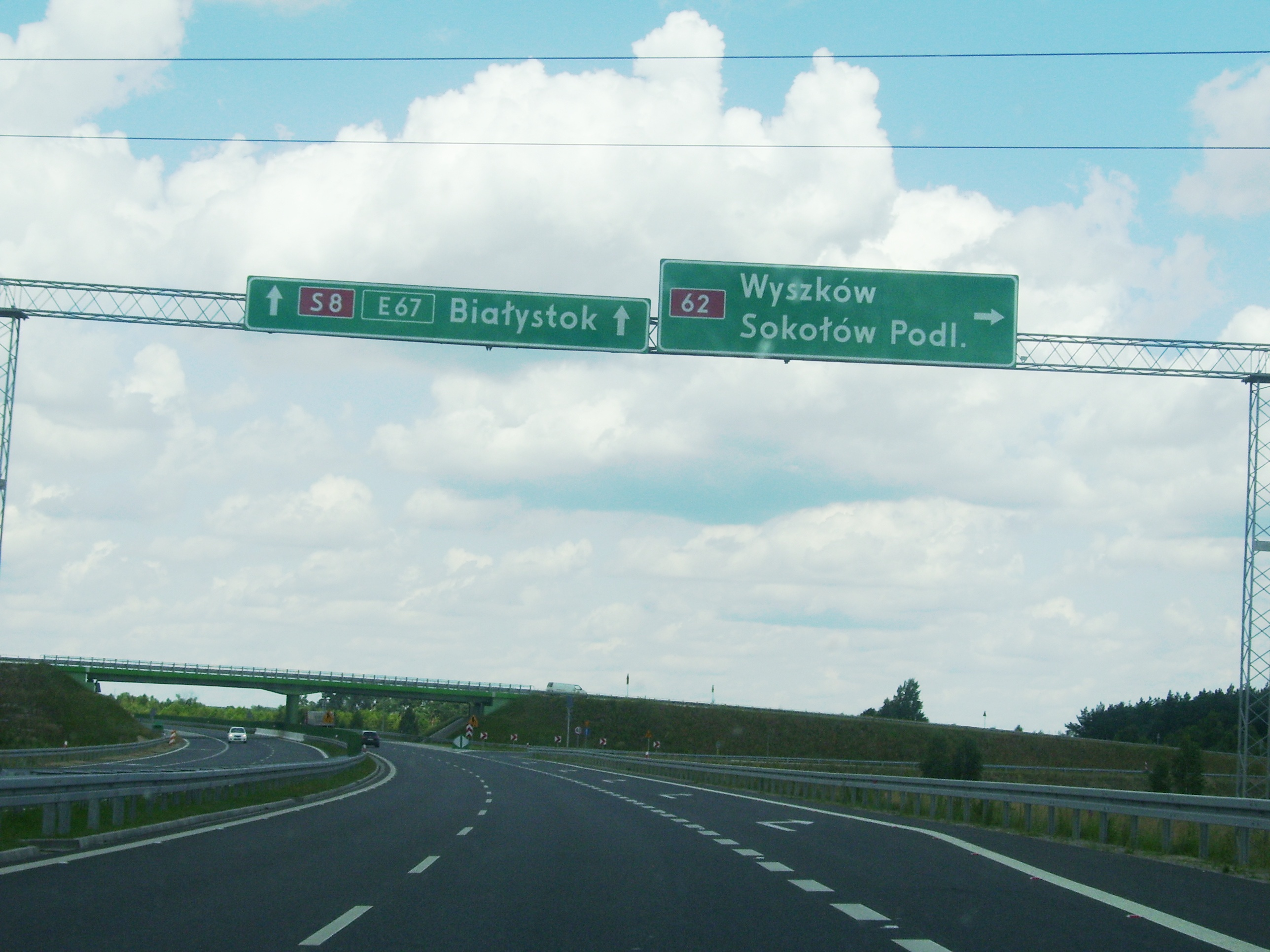
E67 в Польщі

- Фінляндія: Гельсінкі - пором
- Естонія: Таллінн - Пярну -
- Латвія: Салацгрива - Рига - Бауска -
- Литва: Паневежис - Каунас -
- Польща: Варшава - Пйотркув-Трибунальський - Вроцлав - Клодзко - Кудова-Здруй -
- Чехія: Наход - Градец-Кралове - Прага

Е67 пов'язаний з маршрутами
 
|  | - E75 - E12 - E18 - E20 |  | - E272 - E85 - E271 - E30 |  | - E77 - E372 - E75 - E40 |  | - E261 - E442 - E55 - E65 |  | - E50 - E59 - E48 |

## Див. Також
- Список європейських автомобільних маршрутів